# Mistrovství světa v atletice 2022
18. mistrovství světa v atletice se konalo od 15. do 24. července 2022 v americkém Eugene na stadionu Hayward Field.
Původně se mělo konat od 6. do 15. srpna 2021, ale když byly kvůli pandemii covidu-19 odloženy Letní olympijské hry 2020 v Tokiu na rok 2021, rozhodlo se na jednání výkonného výboru IAAF s pořadateli šampionátu, že se přesune na rok 2022. Po vyjednávaní s pořadateli Her Commonwealthu 2022 v Birminghamu a Mistrovství Evropy v atletice 2022 v Mnichově bylo oznámeno, že se bude konat od 15. do 24. července 2022.

## Výběr pořadatele
Během zasedání IAAF v Pekingu bylo 16. dubna 2015 oznámeno, že mistrovství v roce 2021 se bude konat v městě Eugene v americkém Oregonu, které se už před tím ucházelo o mistrovství světa v atletice 2019. Pořadatelství město získalo bez tradičního procesu výběru z několika kandidátů. Podobný výběr proběhl i při mistrovství světa v atletice 2007, kdy šampionát byl udělen Ósace bez výběrového procesu poté, co Berlín a Budapešť stáhly svou nabídku. Zvolení Eugene za pořadatele vyvolal ale řadu spekulací. Dosluhující prezident IAAF Lamine Diack řekl, že "Rada IAAF učinila strategické rozhodnutí, jež nám umožnilo využít mimořádné příležitosti, která už by se nemusela nikdy opakovat," a že Eugene podle něj nabídlo přístup ke klíčovému trhu pro atletiku a umožní její další globální rozvoj. Zaskočený šéf Evropské atletické asociace Svein Arne Hansen řekl: "Jsem velmi překvapený, že tomuto rozhodnutí nepředcházel vůbec žádný proces... Taková forma rozhodování by v evropské asociaci nebyla možná, protože tady je jasný proces výběru, kterým se musí řídit všichni kandidáti." O mistrovství měl vážný zájem například Göteborg a jak řekl Hansen: "Ale nedostal ani možnost se o něj ucházet."
Kritici měli podezření z komerčních důvodů za rozhodnutí ve prospěch Eugene, který je rodiště sportovní značky Nike a které zde má i své sídlo. Bývalý viceprezident IAAF a následně jeho prezident Sebastian Coe se stal terčem kritiky střetu zájmů, protože byl velvyslancem společnosti Nike. Ten pod tlakem musel 26. listopadu téhož roku ukončit smlouvu s touto značkou a další den uvedl, že tento proces "byl špatný". Francouzské soudnictví zahájilo 1, prosince předběžné vyšetřování podmínek pro připsání mistrovství 2021 americkému městu Eugene, kde Coe popřel jakékoli lobbování a vyvrátil jakýkoli střet zájmů.

## Medailisté

### Muži
| Soutěž        | Zlato                                                                                              | Stříbro                                                                                               | Bronz                                                                                 |
| ------------- | -------------------------------------------------------------------------------------------------- | --- | ------------------------------------------------------------------------------------- |
| 100 m         | Fred Kerley 9,86                                                                                   | Marvin Bracy 9,88                                                                                     | Trayvon Bromell 9,88                                                                  |
| 200 m         | Noah Lyles 19,31                                                                                   | Kenny Bednarek 19,77                                                                                  | Erriyon Knighton 19,80                                                                |
| 400 m         | Michael Norman 44,29                                                                               | Kirani James 44,48                                                                                    | Matthew Hudson-Smith 44,66                                                            |
| 800 m         | Emmanuel Korir 1:43,71                                                                             | Djamel Sedjati 1:44,14                                                                                | Marco Arop 1:44,28                                                                    |
| 1500 m        | Jake Wightman 3:29,23                                                                              | Jakob Ingebrigtsen 3:29,47                                                                            | Mohamed Katir 3:29,90                                                                 |
| 5000 m        | Jakob Ingebrigtsen 13:09,24                                                                        | Jacob Krop 13:09,98                                                                                   | Oscar Chelimo 13:10,20                                                                |
| 10 000 m      | Joshua Cheptegei 27:27,43                                                                          | Stanley Mburu 27:27,90                                                                                | Jacob Kiplimo 27:27,97                                                                |
| Maraton       | Tamirat Tola 2:05:36                                                                               | Mosinet Geremew 2:06:44                                                                               | Bashir Abdi 2:06:48                                                                   |
| 110 m př.     | Grant Holloway 13,03                                                                               | Trey Cunningham 13,08                                                                                 | Asier Martínez 13,17                                                                  |
| 400 m př.     | Alison dos Santos 46,29                                                                            | Rai Benjamin 46,89                                                                                    | Trevor Bassitt 47,39                                                                  |
| 3000 m př.    | Soufiane El Bakkali 8:25,13                                                                        | Lamecha Girma 8:26,01                                                                                 | Conseslus Kipruto 8:27,92                                                             |
| 4 × 100 m     | Aaron Brown Jerome Blake Brendon Rodney Andre De Grasse 37,48                                      | Christian Coleman Noah Lyles Elijah Hall Marvin Bracy 37,55                                           | Jona Efoloko Zharnel Hughes Nethaneel Mitchell-Blake Reece Prescod Adam Gemili* 37,83 |
| 4 × 400 m     | Elija Godwin Michael Norman Bryce Deadmon Champion Allison Vernon Norwood* Trevor Bassitt* 2:56,17 | Akeem Bloomfield Nathon Allen Jevaughn Powell hristopher Taylor Karayme Bartley* Anthony Cox* 2:58,58 | Dylan Borlée Julien Watrin Alexander Doom Kévin Borlée Jonathan Sacoor* 2:58,72       |
| 20 km chůze   | Tošikazu Jamaniši 1:19:07                                                                          | Koki Ikeda 1:19:14                                                                                    | Perseus Karlström 1:19:18                                                             |
| 35 km chůze   | Massimo Stano 2:23:14                                                                              | Masatora Kawano 2:23:15                                                                               | Perseus Karlström 2:23:44                                                             |
| Skok do výšky | Mutaz Essa Baršim 2,37 m                                                                           | U Sang-hjok 2,35 m                                                                                    | Andrij Procenko 2,33 m                                                                |
| Skok o tyči   | Armand Duplantis 6,21 m                                                                            | Chris Nilsen 5,94 m                                                                                   | Ernest John Obiena 5,94 m                                                             |
| Skok daleký   | Wang Jianan 8,36 m                                                                                 | Miltiadis Tentoglou 8,32 m                                                                            | Simon Ehammer 8,16 m                                                                  |
| Trojskok      | Pedro Pichardo 17,95 m                                                                             | Hugues Fabrice Zango 17,55 m                                                                          | Zhu Yaming 17,31 m                                                                    |
| Vrh koulí     | Ryan Crouser 22,94 m                                                                               | Joe Kovacs 22,89 m                                                                                    | Josh Awotunde 22,29 m                                                                 |
| Hod diskem    | Kristjan Čeh 71,13 m                                                                               | Mykolas Alekna 69,27 m                                                                                | Andrius Gudžius 67,55 m                                                               |
| Hod kladivem  | Paweł Fajdek 81,98 m                                                                               | Wojciech Nowicki 81,03 m                                                                              | Eivind Henriksen 80,87 m                                                              |
| Hod oštěpem   | Anderson Peters 90,54 m                                                                            | Níradž Čopra 88,13 m                                                                                  | Jakub Vadlejch 88,09 m                                                                |
| Desetiboj     | Kévin Mayer 8816 bodů                                                                              | Pierce LePage 8701 bodů                                                                               | Zach Ziemek 8676 bodů                                                                 |

* Označuje, že závodník závodil pouze v předběžných závodech a získal medaile.

### Ženy
| Soutěž        | Zlato | Stříbro | Bronz                                                                           |
| ------------- | --- | --- | ------------------------------------------------------------------------------- |
| 100 m         | Shelly-Ann Fraserová-Pryceová 10,67                                                                                            | Shericka Jacksonová 10,73 | Elaine Thompson-Herahová 10,81                                                  |
| 200 m         | Shericka Jacksonová 21,45 | Shelly-Ann Fraserová-Pryceová 21,81 | Dina Asherová-Smithová 22,02                                                    |
| 400 m         | Shaunae Millerová 49,11 | Marileidy Paulinová 49,60 | Sada Williamsová 49,75                                                          |
| 800 m         | Athing Mu 1:56,30 | Keely Hodgkinsonová 1:56,38 | Mary Moraa 1:56,71                                                              |
| 1500 m        | Faith Kipyegonová 3:52,96 | Gudaf Tsegayová 3:54,52 | Laura Muirová 3:55,28                                                           |
| 5000 m        | Gudaf Tsegay 14:46,29 | Beatrice Chebet 14:46,75 | Dawit Seyaum 14:47,36                                                           |
| 10 000 m      | Letesenbet Gidey 30:09,94 | Hellen Onsando Obiriová 30:10,02 | Margaret Kipkemboi 30:10,07                                                     |
| Maraton       | Gotytom Gebreslase 02:18:11 | Judith Korir 02:18:20 | Lonah Chemtai Salpeter 02:20:18                                                 |
| 100 m př.     | Tobi Amusanová 12,06 | Britany Anderson 12,23 | Jasmine Camacho-Quinnová 12,23                                                  |
| 400 m př.     | Sydney McLaughlinová 50,68 | Femke Bolová 52,27 | Dalilah Muhammadová 53,13                                                       |
| 3000 m př.    | Norah Jeruto 8:53,02 | Werkuha Getachew 8:54,61 | Mekides Abebe 8:56,08                                                           |
| 4 × 100 m     | Melissa Jefferson Abby Steiner Jenna Prandini Twanisha Terry Aleia Hobbs* 41,14                                                | Kemba Nelson Elaine Thompsonová-Herahová Shelly-Ann Fraserová-Pryceová Shericka Jacksonová Briana Williams* Natalliah Whyte* Remona Burchell* 41,18 | Tatjana Pinto Alexandra Burghardtová Gina Lückenkemperová Rebekka Haase 42,03   |
| 4 × 400 m     | Talitha Diggs Abby Steiner Britton Wilson Sydney McLaughlinová Allyson Felixová* Kaylin Whitney* Jaide Stepter Baynes* 3:17,79 | Candice McLeod Janieve Russell Stephenie Ann McPherson Charokee Young Stacey-Ann Williams* Junelle Bromfield* Tiffany James* 3:20,74                | Victoria Ohuruogu Nicole Yeargin Jessie Knight Laviai Nielsen Ama Pipi* 3:22,64 |
| 20 km chůze   | Kimberly García 1:26:58 | Katarzyna Zdziebło 1:27:31 | Qieyang Shijie 1:27:56                                                          |
| 35 km chůze   | Kimberly García 2:39:16 | Katarzyna Zdziebło2:40:03 | Qieyang Shijie 2:40:37                                                          |
| Skok do výšky | Eleanor Pattersonová 2,02 m =                                                                                                  | Jaroslava Mahučichová 2,02 m | Elena Vallortigaraová 2,00 m                                                    |
| Skok o tyči   | Katie Nageotteová 4,85 m | Sandi Morrisová 4,85 m | Nina Kennedyová 4,80 m                                                          |
| Skok daleký   | Malaika Mihambo 7,12 m | Ese Brume 7,02 m | Leticia Oro Melo 6,89 m                                                         |
| Trojskok      | Yulimar Rojasová 15,47 m | Shanieka Rickettsová 14,89 m | Tori Franklinová 14,72 m                                                        |
| Vrh koulí     | Chase Ealeyová 20,49 m | Kung Li-ťiao 20,39 m | Jessica Schilder 19,77 m                                                        |
| Hod diskem    | Feng Pin 69,12 m | Sandra Perkovićová 68,45 m | Valarie Allmanová 68,30 m                                                       |
| Hod kladivem  | Brooke Andersenová 78,96 m | Camryn Rogersová 75,52 m | Janee' Kassanavoidová 74,86 m                                                   |
| Hod oštěpem   | Kelsey-Lee Barberová 66,91 m                                                                                                   | Kara Wingerová 64,05 m | Haruka Kitagučiová 63,27 m                                                      |
| Sedmiboj      | Nafissatou Thiamová 6947 bodů                                                                                                  | Anouk Vetterová 6867 bodů | Anna Hallová 6755 bodů                                                          |

### Smíšená družstva
| Soutěž                    | Zlato                                                                            | Stříbro                                                                                    | Bronz                                                                                    |
| ------------------------- | -------------------------------------------------------------------------------- | ------------------------------------------------------------------------------------------ | ---------------------------------------------------------------------------------------- |
| Smíšená štafeta 4 × 400 m | 3:09,82 Lidio Andrés Feliz Marileidy Paulinová Alexander Ogando Fiordaliza Cofil | 3:09,90 Liemarvin Bonevacia Lieke Klaverová Tony van Diepen Femke Bolová Eveline Saalberg* | 3:10,16 Elija Godwin Allyson Felixová Vernon Norwood Kennedy Simon Wadeline Jonathasová* |